# Boca de fogo

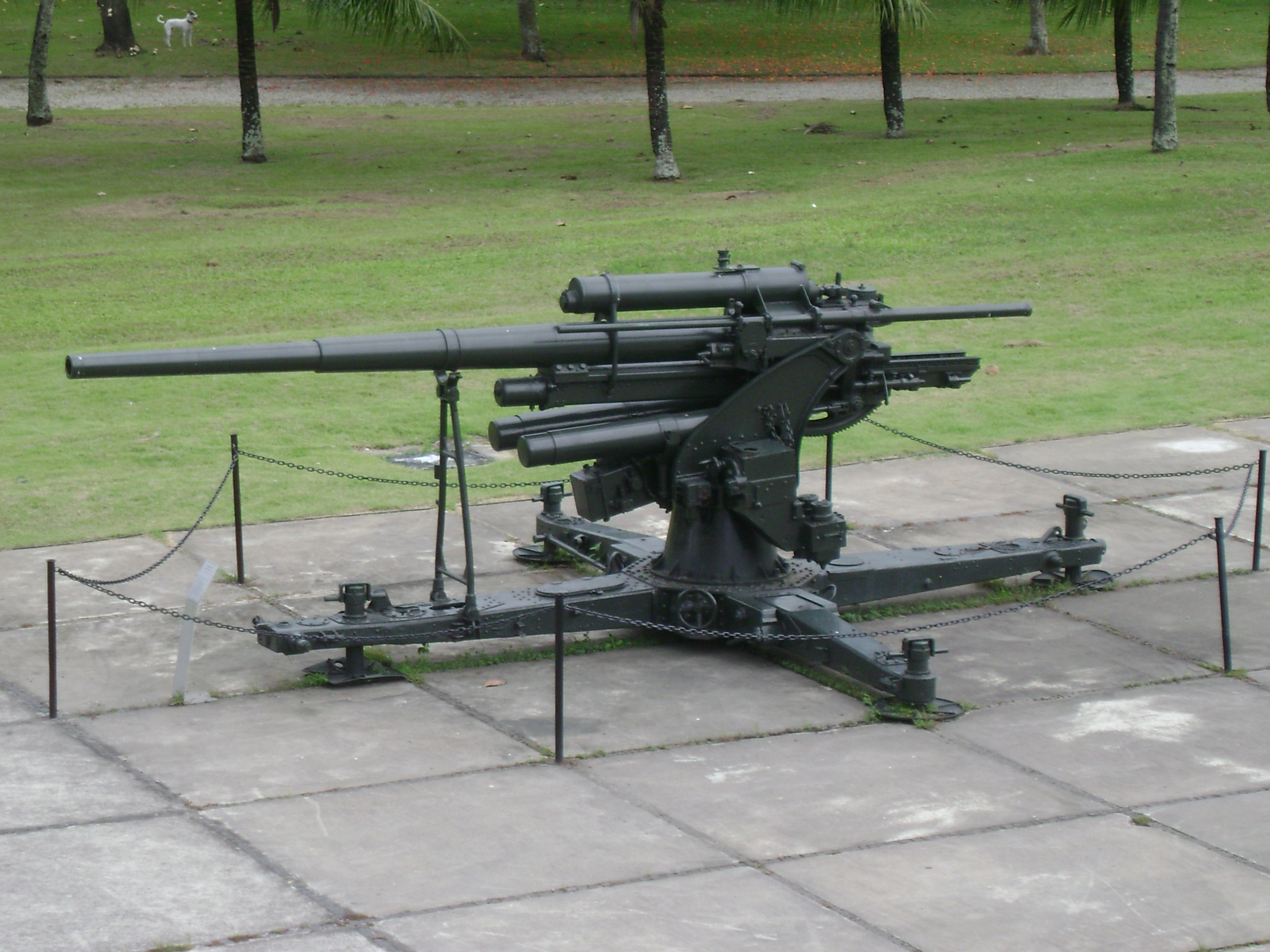
Boca de fogo situado no Rio de Janeiro.

Boca de fogo é o termo genérico das armas de artilharia destinadas a disparar granadas através de um tubo.
Conforme o tipo de tiro e o alcance, as bocas de fogo classificam-se em:
- Morteiros: destinados a fazer fogo de curto alcance em tiro curvo;
- Peças ou Canhões: destinados a fazer fogo, de qualquer alcance, em tiro tenso;
- Obuses: destinados a fazer fogo de longo alcance em tiro curvo.